# Blurb

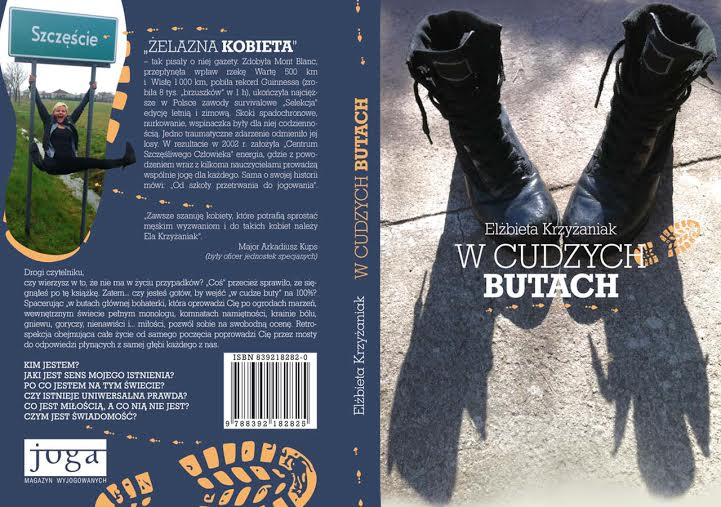
Blurb na tylnej okładce książki W cudzych butach

Blurb (wym. [blerp] lub [blurp]) – rekomendacja lub krótkie streszczenie utworu, umieszczane najczęściej na tylnej stronie okładki i/lub obwoluty książki lub płyty DVD. Blurb zawsze przedstawia utwór w sposób pozytywny lub nawet entuzjastyczny, gdyż z założenia ma charakter marketingowy, a nie krytycznoliteracki.
Blurb to zachęta do przeczytania książki podpisana przez osobę, z której gustem liczy się potencjalny czytelnik – znawcę tematu, pisarza, krytyka, celebrytę.
Ukucie tego terminu przypisuje się amerykańskiemu ilustratorowi książek, Gelettowi Burgessowi.